# Zadnja vas
Zadnja vas – wieś w Słowenii, w gminie Radovljica. W 2018 roku liczyła 33 mieszkańców.